# Johann Samuel Nahl
Johann Samuel Nahl, född 1664 i Ansbach, död 1727 i Jena, var en tysk konstnär. Han var far till Johann August Nahl den äldre.
Nahl var hovbildhuggare i Berlin och rektor vid därvarande konstakademi. Hans främsta verk är piedestalen till den store kurfurstens stod av Schlüter.